# داگمار لاساندار
داگمار لاساندار (آلمانی: Dagmar Lassander؛ زادهٔ ۱۶ ژوئن ۱۹۴۳) بازیگر اهل آلمان است.

## زندگی‌نامه
او در پراگ از یک پدر فرانسوی و مادری آلمانی-شیلیایی زاده شد و به عنوان یک طراح لباس در اپرای برلین کار خود را آغاز کرد. نخستین نقش خود را در سال۱۹۶۶ در فیلمی از ویل ترمپر بازی کرد. از سال ۱۹۶۹ او بازی در فیلم‌های ژانر جنایی و وحشت ایتالیایی را آغاز کرد. در دهه ۱۹۸۰ او در چندین سریال تلویزیونی ایتالیایی و همچنین فیلم‌های فرانسوی -آلمانی نقش‌آفرینی کرد.

## فیلم‌شناسی
- تیشه‌ای برای ماه عسل (۱۹۷۰)
- املت ایتالیایی (۱۹۷۲)
- مشاور (۱۹۷۳)
- گناهان جوانی (۱۹۷۵)
- امانوئل سیاه ۲ (۱۹۷۶)
- شب زفاف (۱۹۷۶)
- اعمال ناپاک به سبک ایتالیایی (۱۹۷۶)
- نوجوان (۱۹۷۶)
- کلاس مختلط (۱۹۷۶)
- پاگنده به آفریقا می‌رود (۱۹۷۸)
- شکر، عسل و فلفل (۱۹۸۰)
- آفرین به فک (۱۹۸۲)
- چشم، چشم بد، جعفری و رازیانه (۱۹۸۳)
- لذت (۱۹۸۵)
- خانواده (۱۹۸۷)